# Priscilla Wakefield
Priscilla Wakefield, född Bell 31 januari 1751 i Tottenham, död 12 september 1832 i Ipswich, var en engelsk författare, mor till Edward Wakefield, farmor till Edward Gibbon Wakefield. Priscilla Wakefield blev känd genom sina barnböcker och sitt pionjärsarbete för upprättande av sparbanker.

## Biografi
Priscilla Bell föddes i Tottenham, då en by norr om London. Hennes far var Daniel Bell (1726-1802) och hennes mor var Catherine Barclay (1727-1784), barnbarn till kväkaren och teologen Robert Barclay. Hon gifte sig med Edward Wakefield (1750–1826), en köpman från London, och fick tre barn, två söner och en dotter. Äldste sonen Edward Wakefield (1774–1854) kom att bli statistiker och far till bland annat Edward Gibbon Wakefield och William Wakefield. Den yngre sonen Daniel Wakefield (1776–1846) kom att bli ekonom. Dottern Isabella (1772-1841) gifte sig med Joshua Head från Ipswich.
Priscilla Wakefield skrev under sitt liv mer än ett dussin böcker. Hennes barnböcker som hon blivit mest känd för präglas av en ambition med lärande innehåll och tar bland annat upp naturhistoria och geografi i form av berättande reseskildringar, trots att Priscilla Wakefield själv aldrig reste utanför England. Hon skrev förutom utifrån en lärande ambition för att hjälpa till att försörja familjen eftersom ekonomin var knapp då hennes makes affärer inte var särskilt lönsamma. Utöver sitt författarskap och familj var hon som kväkare engagerad i välgörheten för fattiga och särskilt då för fattiga kvinnor och barn. Bland annat engagerade hon sig i fattiga barns möjligheter till utbildning och hon grundade ett sjukhus där fattiga kvinnor i behov av vård under graviditet, förlossning och efter barnafödande kunde få hjälp. 
År 1798 instiftade hon vad som kom att bli bland föregångarna för upprättandet av sparbanker i England. Denna sparbank var främst instiftad med syftet att främja barn, exempelvis kunde en del av den förvärvade inkomsten sättas in där för att senare användas till barnens utbildning.
Mot slutet av sitt liv drabbades Priscilla Wakefield av allt sämre hälsa och hon dog 81 år gammal i Ipswich. Hon var medlem i kväkarsamfundet och begravdes på samfundets begravningsplats i Ipswich.